# Nora Platiel
Nora Platiel, née le 14 janvier 1896 à Bochum et morte le 6 septembre 1979 à Cassel, est une avocate, femme politique du Parti social-démocrate d'Allemagne. Après la Première Guerre mondiale, elle devient pacifiste et fréquente les milieux féministes. Elle reprend des études interrompues par la mort de son père et devient la première femme de Bochum à devenir avocate. L'arrivée au pouvoir des nazis en 1933 la contraint à se réfugier en France où elle est internée au camp de Gurs. Elle réussit à s'en évader et passe le reste de la guerre en Suisse où elle continue de s'investir dans l'aide aux réfugiés. Après la Seconde Guerre mondiale, elle est membre du Parlement régional de Hesse durant trois législatures et s'attaque notamment à la discrimination contre les femmes dans le droit de la famille et du travail. En même temps, elle poursuit une carrière de juriste et devient la première femme de Hesse à être directrice d'un tribunal régional et, de 1967 à 1971, juge à la Cour de justice de l'État de Hesse à Wiesbaden.

## Biographie

### Jeunesse à Bochum
Eleonore Block, dite Nora, est née le 14 janvier 1896 à Bochum. Elle est la huitième des dix enfants d'une famille juive libérale,. Les parents, Bendix Block et Therese Mayer possèdent un magasin de vêtements pour hommes et garçons à Bochum. Nora Block fréquente d'abord une école primaire juive et, de 1906 à 1912, une école protestante pour filles plus âgées. En 1911, le père abandonne le commerce de vêtements et fonde la première agence de publicité à Bochum, Bendix Block GmbH. Nora Block n'a que 16 ans lorsque son père meurt en 1912. Elle doit alors interrompre sa scolarité pour aider sa mère dans l'entreprise. Trois de ses frères se portent volontaires pour la Première Guerre mondiale en 1914. En 1917, l'entreprise familiale doit fermer. Nora Block est volontaire pour le Kriegshilfsdienst, service de guerre auxiliaire, comme secrétaire et est envoyée en Roumanie.

### Carrière juridique dans la République de Weimar
Après la fin de la Première Guerre mondiale, Nora Block, devenue une pacifiste convaincue, s'installe à Berlin et travaille en 1919-1920 comme secrétaire d'Helene Stöcker, à la Fédération allemande pour la protection de la maternité et la réforme sexuelle (de) et au Département de l'éducation de l'organisation pacifiste Deutsche Liga für Völkerbund,,. Par son travail dans le mouvement pacifiste, elle entre en contact avec Elisabeth Rotten et travaille en étroite collaboration avec elle au sein de la Ligue allemande des droits de l'homme.  
Helene Stöcker, tout comme Elisabeth Rotten, est connue pour ses idées féministes radicales qui vont influencer Nora Block.  
Une rencontre fortuite avec l'industriel Ernst Schlesinger l'amène à travailler comme secrétaire au Danemark. En plus d'étudier l'histoire de l'art, elle y travaille comme bénévole à la Croix-Rouge à Copenhague. Helene Stöcker encourage Nora Block à passer le diplôme de fin d'études secondaires, l'Abitur et Ernst Schledinger la soutient financièrement. En 1922, elle passe son Abitur à Berlin. Elle s'inscrit en économie et sciences sociales à l'université de Francfort-sur-le-Main en 1922, mais poursuit ses études à Göttingen dès 1924 en théorie et philosophie du droit.  La loi de 1922 sur l'admission des femmes aux fonctions et professions de l'administration de la justice ouvre aux femmes l'accès à l'examen d'État, à la magistrature, au ministère public et à la profession d'avocat. Après avoir terminé son doctorat à Göttingen en 1927, Nora Block effectue alors son stage à Bochum et Kassel, entre autres auprès d'Erich Lewinski (de), également membre de l'ISK.  
En 1931, Nora Block est la première femme de Bochum à être admise au barreau. Elle vit à nouveau avec sa mère et ouvre son propre cabinet d'avocate. Elle défend les femmes dans les affaires de divorces et les opposants au Parti national-socialiste des travailleurs allemands (NSDAP). Elle est aussi active dans la Rote Hilfe, organisation caritative proche du Parti communiste,. 

#### L'Internationaler Sozialistischer Kampfbund
À Göttingen, Nora Block rencontre le philosophe Leonard Nelson, qui a une influence durable sur sa vie, y compris dans sa vie personnelle puisqu'elle accepte ses exigences de végétarisme, d'abstention d'alcool, du rejet de l'église et de rester libre de liens pour pouvoir s'engager politiquement. En 1922, Nora Block rejoint le Parti social-démocrate (SPD). Trois ans plus tard, les conflits entre l'Internationalen sozialistischen Jugendbund (IJB), fondé par Leonard Nelson, et le SPD s'intensifient et Leonard Nelson fonde l'Internationaler Sozialistischer Kampfbund (ISK), un groupe antimarxiste et anticapitaliste qui participera activement à la résistance antinazie et que Nora Block rejoint,.

### L'exil pendant les années du nazisme et l'engagement auprès des réfugiés
Après l'arrivée au pouvoir du NSDAP en 1933, Nora Block est radiée de la liste des avocats pour en raison de sa judaïté et de ses convictions politiques. 

#### En France
Menacée, elle s'enfuit à Paris au début de mars 1933, où elle s'installe dans un appartement avec Eva et Heinz Lewinski dans la banlieue ouvrière de Malakoff. Gerhard Kumleben loge également dans l'appartement partagé ; une relation se  développe entre lui et Nora Block. Leur fils Roger naît en 1934, mais en raison de leur situation politique et financière difficile, ils le confient à un foyer pour enfants d'émigrés,. À l'été 1936, au regard de la situation politique, Nora Block envoie son fils dans l'école de Minna Specht, en exil au Danemark, puis au Royaume-Uni où il est finalement pris en charge par un couple de sympathisants de l'ISK,.
Nora Block travaille d'abord comme secrétaire particulière. De 1934 à 1939, elle est juriste d'entreprise et conseillère juridique à la société Omnium Métallurgique. En 1939, elle devient chef du service « Enquête sociale » du Comité d'assistance aux réfugiés (CAR). Nora Block travaille aussi pour le magazine d'exil Das Neue Tage-Buch (de) publié par le journaliste et écrivain allemand Leopold Schwarzschild.
Elle travaille également pour l'ISK et sur un livre blanc sur l'Allemagne hitlérienne, écrit des articles pour divers journaux tels que les Cahiers Juifs, édités par Maxime Piha, et collabore avec Willi Eichler, le successeur de Leonard Nelson, dans l'édition de livres et la rédaction de publications sous un pseudonyme.
Nora Block est internée, en mai 1940, avec de nombreux autres émigrés, au Vélodrome d'Hiver à Paris, dans des conditions terribles. Malgré toutes les tentatives pour empêcher à la fois le contact avec le monde extérieur et la communication entre les femmes internées dans le camp, Nora Block réussit à établir un bureau pour aider les femmes en traduisant des lettres et des documents.   
Nora Block est transférée au camp d'internement de Gurs, et lorsque la Wehrmacht est entrée dans Paris en juin 1940, de nombreux prisonniers commencent à préparer leur évasion. Avec de faux papiers, Nora Block et dix-neuf autres femmes réussissent à s'enfuir le 23 juin 1940.  
Elle vit clandestinement à Montauban où elle continue de s'occuper d'aide aux réfugiés et prend la tête d'un comité de réfugiés. Elle y retrouve Hermann Platiel, rencontré à Paris. Le couple se marie le 14 janvier 1943, le jour du 47e anniversaire de Nora Block. Lorsque les allemands arrivent à Montauban, Hermann Platiel, coupable d'être marié à une juive, réussit à s'enfuir et se cache jusqu'à la fin de la guerre. Nora Platiel réussit à passer en Suisse, de nuit, à bicyclette. Abandonnée par son passeur, elle tombe sur une sentinelle suisse qui la prend en pitié et la conduit à un camp de réfugiés au lieu de la renvoyer en France. En raison de son état de santé et de sa reconnaissance de victime de persécution raciale, elle est libérée du camp,. En octobre 1944, le frère d'Hermann Block, Max Block, est assassiné dans le camp de concentration d'Auschwitz.   

#### En Suisse
Dans les années qui suivent, Nora Platiel travaille en Suisse d'abord bénévolement puis, à partir de 1946, à plein temps pour l'organisation Solidar Suisse, qui distribue des colis alimentaires dans des camps de réfugiés en Europe et prend en charge plus de 2000 réfugiés sur le territoire helvétique. En 1945, elle participe à la conférence des réfugiés à Montreux. De 1946 à 1949, Nora Platiel dirige les efforts de secours pour les enfants, les mères et les jeunes et est membre d'un comité de soutien aux enfants affectés par la guerre.  
En 1946, Nora et Hermann Platiel font venir Roger, alors âgé de douze ans, en Suisse, où il apprend l'allemand et fréquente un internat de l'Oberland bernois. 

### Dans l'Allemagne d'après-guerre

#### Députée au Landtag de Hesse
Avec l'aide d'Erich Lewinski, la famille Platiel s'installe à Cassel en 1949. 
Nora Platiel retrouve le SPD et se présente aux élections régionales de 1954. Elle est membre du Parlement de Hesse pendant trois législatures consécutives, jusqu'en 1966. Elle y traite principalement de l'entente entre l'Allemagne et Israël, de l'éducation des jeunes à la démocratie et de la promotion de l'art et de la science. À partir de 1956, elle est vice-présidente de la commission juridique et de la Commission de sélection des juges. Elle s'attaque activement à la discrimination des femmes dans le droit de la famille et du travail et à la dénazification insuffisante du système judiciaire et politique allemand,. En 1962, elle perd d'une voix lors de l'élection à la présidence du Landtag,.
En 1960, elle est la première femme à devenir vice-présidente du groupe parlementaire SPD. Elle occupe cette fonction durant trois ans, de 1960 à 1966,. 

#### Carrière juridique
Nora Platiel travaille comme juge de district et présidente d'une chambre de compensation qui s'occupe de l'indemnisation juridique et financière des crimes nazis. Le 1er janvier 1952, elle est la première femme de Hesse à être nommée directrice du tribunal régional,.  Dans le même temps, Nora Platiel s'implique dans le bien-être des prisons de Cassel.
De 1950 à 1954, elle est membre non judiciaire adjointe et de 1967 à 1971 membre non judiciaire permanente de la Cour d'État de Hesse, .
En 1967-1968, elle est membre du tribunal d'État de Hesse. 
Son fils Roger Platiel termine ses études à Cassel dans les conditions difficiles de l'après-guerre, se rend ensuite à Paris et devient peintre et graveur. Il meurt en 1978. 

#### Engagement bénévole
En plus d'être membre du SPD, Nora Platiel est une membre active du Syndicat des services publics, des transports et de la circulation (Gewerkschaft Öffentliche Dienste, Transport und Verkehr , ÖTV). De 1961 à 1969, elle dirige l'association artistique Kasseler Kunstverein (de) . Elle soutient le Kasseler Staatstheater et est membre du conseil national des Amis de l'Université hébraïque de Jérusalem,. 

### Fin de vie
Nora Platiel meurt le 6 septembre 1979 à Cassel à l'âge de 83 ans. Holger Börner, alors Premier ministre de Hesse, la décrit dans sa nécrologie comme l'une des femmes les plus importantes de l'histoire de la social-démocratie de Hesse. Son engagement politique et politico-culturel dans l'Allemagne d'après-guerre est reconnu dans la presse. Toute sa vie, elle s'est consacrée aux droits des femmes, au socialisme et à la paix.

## Distinctions
Nora Platiel est décorée de la Grande Croix du Mérite de la République fédérale d'Allemagne. En 1969, elle reçoit la médaille Wilhelm-Leuschner, la plus haute distinction de l'État de Hesse. Pour ses 70 ans, en 1966, elle reçoit la Plaquette Goethe du Land de Hesse (de) pour son engagement.  Une rue du campus de l'Université de Cassel porte son nom.  Depuis 2007, une rue porte également son nom dans la commune de Lohfelden près de Cassel. En 2017, sa tombe est reconnue comme tombe d'honneur dans le cimetière principal de Cassel. 
L'Université de Cassel décerne depuis 2021 le prix Nora Platiel pour des thèses de master exceptionnelles dans les domaines du droit social et de la politique sociale,.